# Marina Timofejeva
Marina Timofejeva, estonska umetnostna drsalka, * 24. februar 1984, Tallinn.
S sodrsalcem Evgenijem Striganovom sta bila estonska državna prvaka v letih 2003 in 2004. Petkrat sta nastopila na mladinskih svetovnih prvenstvih, najvišja uvrstitev pa je bila 17. mesto leta 2003. Na evropskem prvenstvu 2003 sta osvojila 22. mesto, na svetovnem prvenstvu istega leta pa sta osvojila 26. mesto. Njuna trenerka je bila Lea Rand.